# 滴血救世主教堂

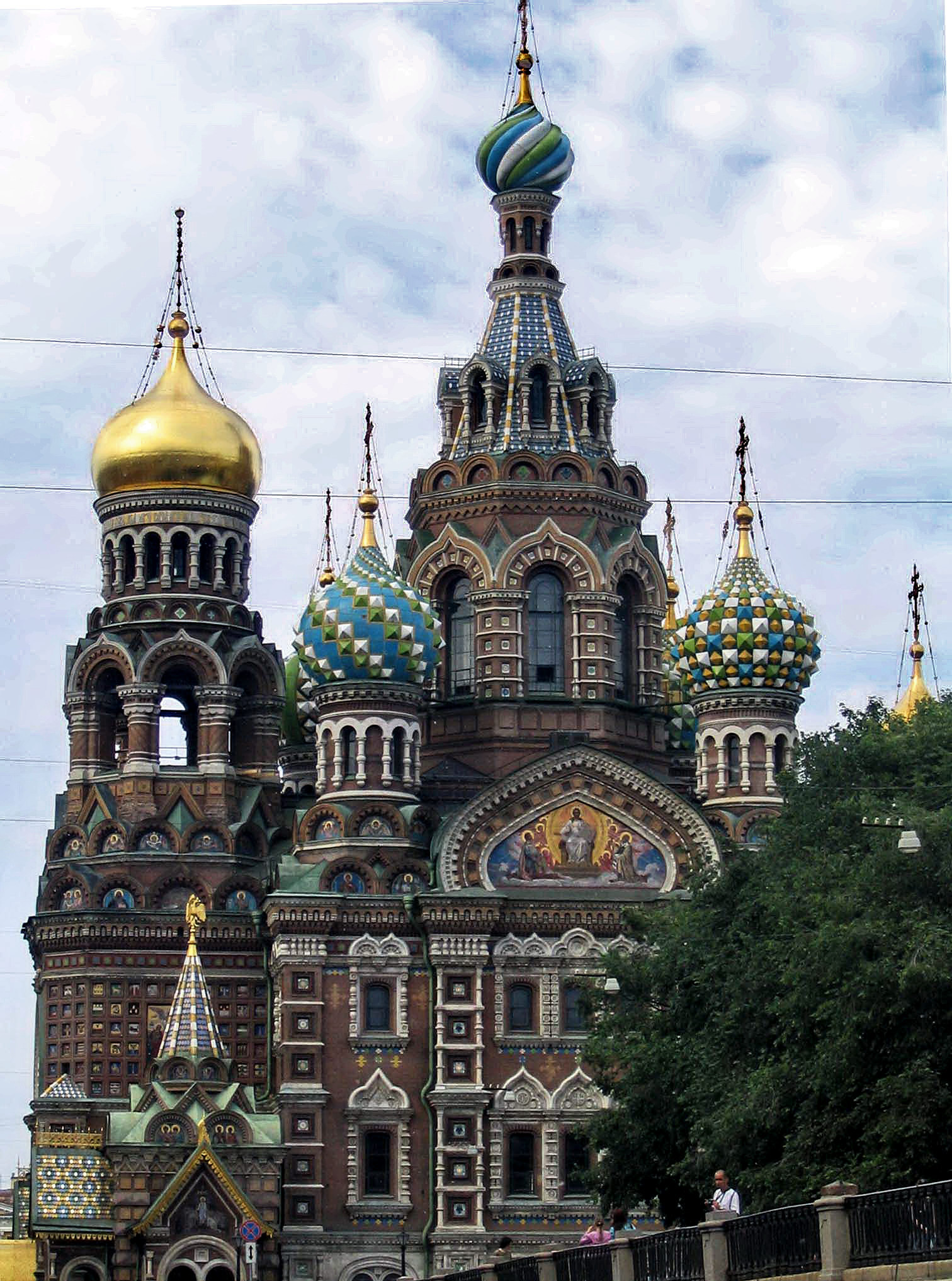
从运河上看滴血救世主教堂

滴血救世主教堂（Храм Спаса на Крови）是俄罗斯圣彼得堡的一个教堂，正式名称为“基督复活大教堂”（Собор Воскресения Христова）。
1881年3月13日（俄曆3月1日），亚历山大二世的马车通过格里博耶多夫运河河堤时，一个无政府主义者扔进一枚手榴弹，皇帝出血严重，被送回到冬宫后几小时后死亡。1883年，其子亚历山大三世为纪念亡父在此地点修建教堂。工程进展缓慢，直到1907年尼古拉二世在位时期才最终完成。
暗杀发生现场的一段街道被封闭在教堂的墙内，因此该段堤防延伸到运河中。在内部，在亚历山大遇刺的精确地点设计了一个祭坛，装饰以黄玉、琉璃和其他宝石。沙皇的血从简单的鹅卵石中溢出，溅到地板上，与周围与极为丰富的装饰形成鲜明对照。

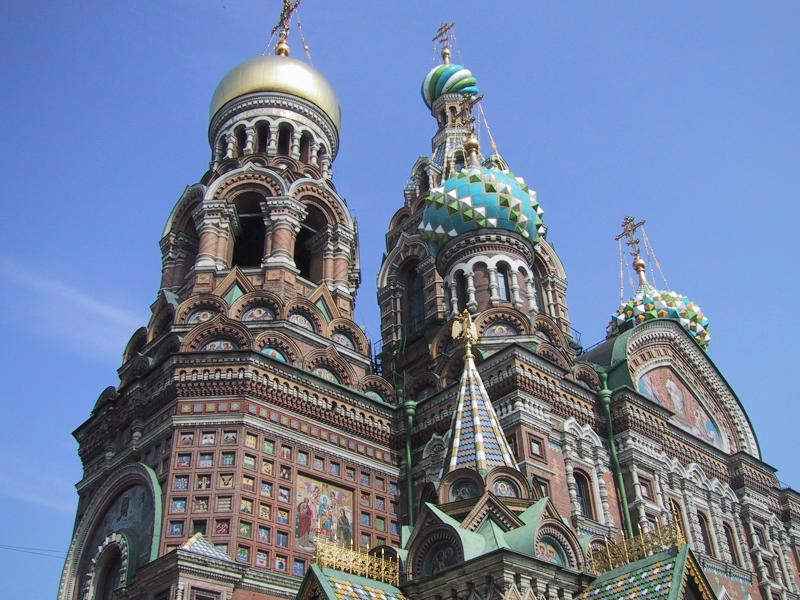
洋葱头屋顶

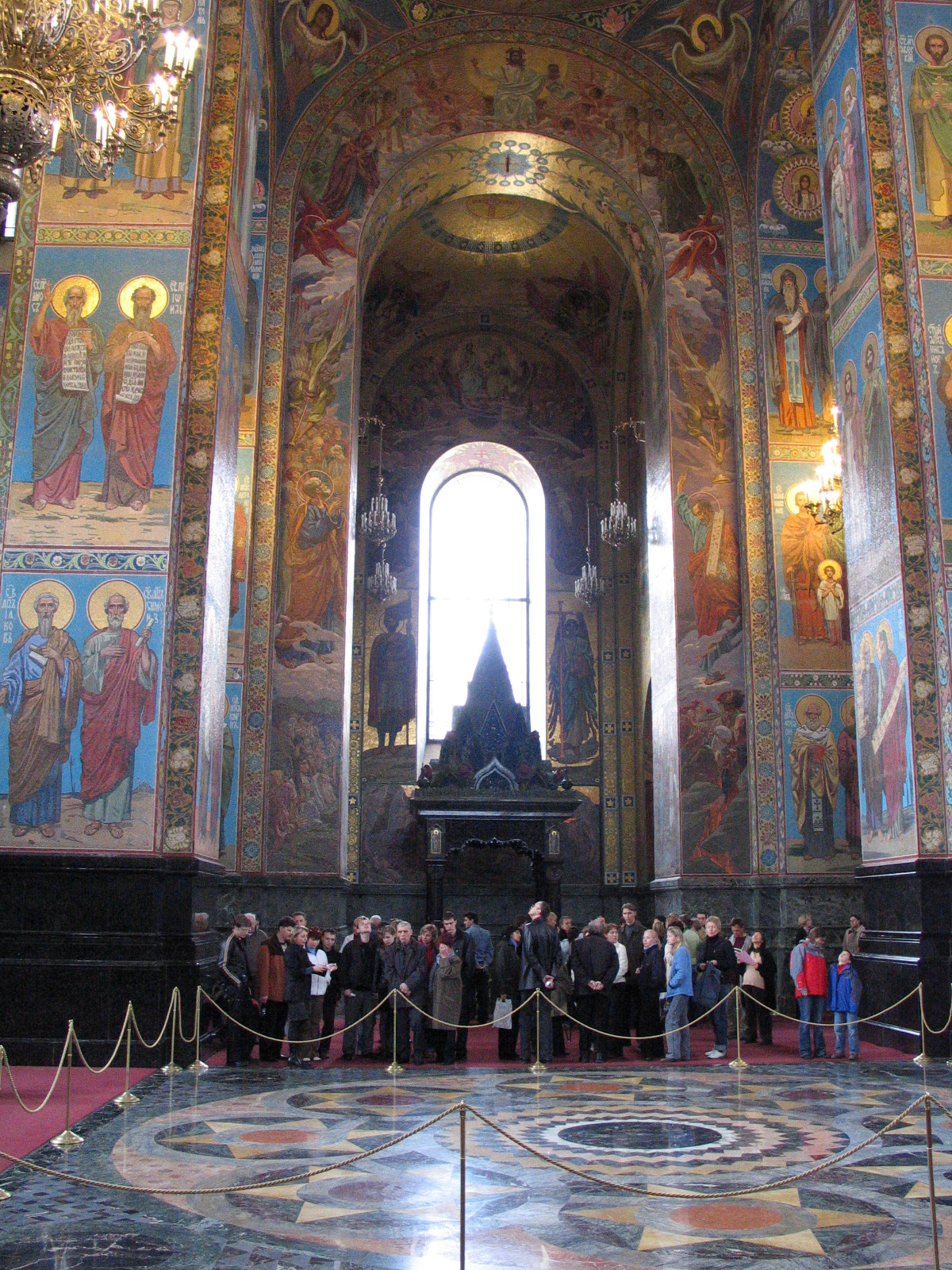
内部的壁画和马赛克

滴血教堂的建筑风格迥异于圣彼得堡的其他建筑，该市主要是巴洛克和新古典主义风格，但滴血教堂特意设计成中世纪俄罗斯建筑，类似于17世纪的雅罗斯拉夫尔教堂和著名的莫斯科红场的华西里·柏拉仁诺教堂。教堂内有7500平方米的马赛克——超过世界上任何其它教堂。
1917年俄国革命以后，教堂遭到洗劫和掠夺，其内部破坏严重。苏联政府在1930年代初关闭了该教堂。在第二次世界大战时，列宁格勒被德国军队围困期间，引发严重的饥荒，它被用作蔬菜仓库，因此得到了绰号“马铃薯上的救主”。它遭到严重的损害。战争结束后，它被用作附近的一个歌剧院的仓库。
1970年7月，教堂的管理改属圣以撒主教座堂（当时作为高利润的博物馆）。1997年8月，教堂在关闭27年后重新开放，但尚未祝圣，不作为全时间的礼拜场所。即使在革命以前，它也从未充当公众礼拜场所，只是专门用来纪念被暗杀的皇帝，只举行东正教的追思礼拜。现在，它是马赛克博物馆，是圣彼得堡的一个主要旅游景点。